# 伊達雷利
伊達雷利（意大利語：Italeri）是意大利一家模型生產公司，成立於1962年，以生產汽車、飛機和各種軍事模型為主，總部設於博洛尼亞省雷諾河畔卡爾代拉拉。

## 外部連結
- 伊達雷利官方網站 （页面存档备份，存于）